# Villa von der Heydt (Berlin-Tiergarten)

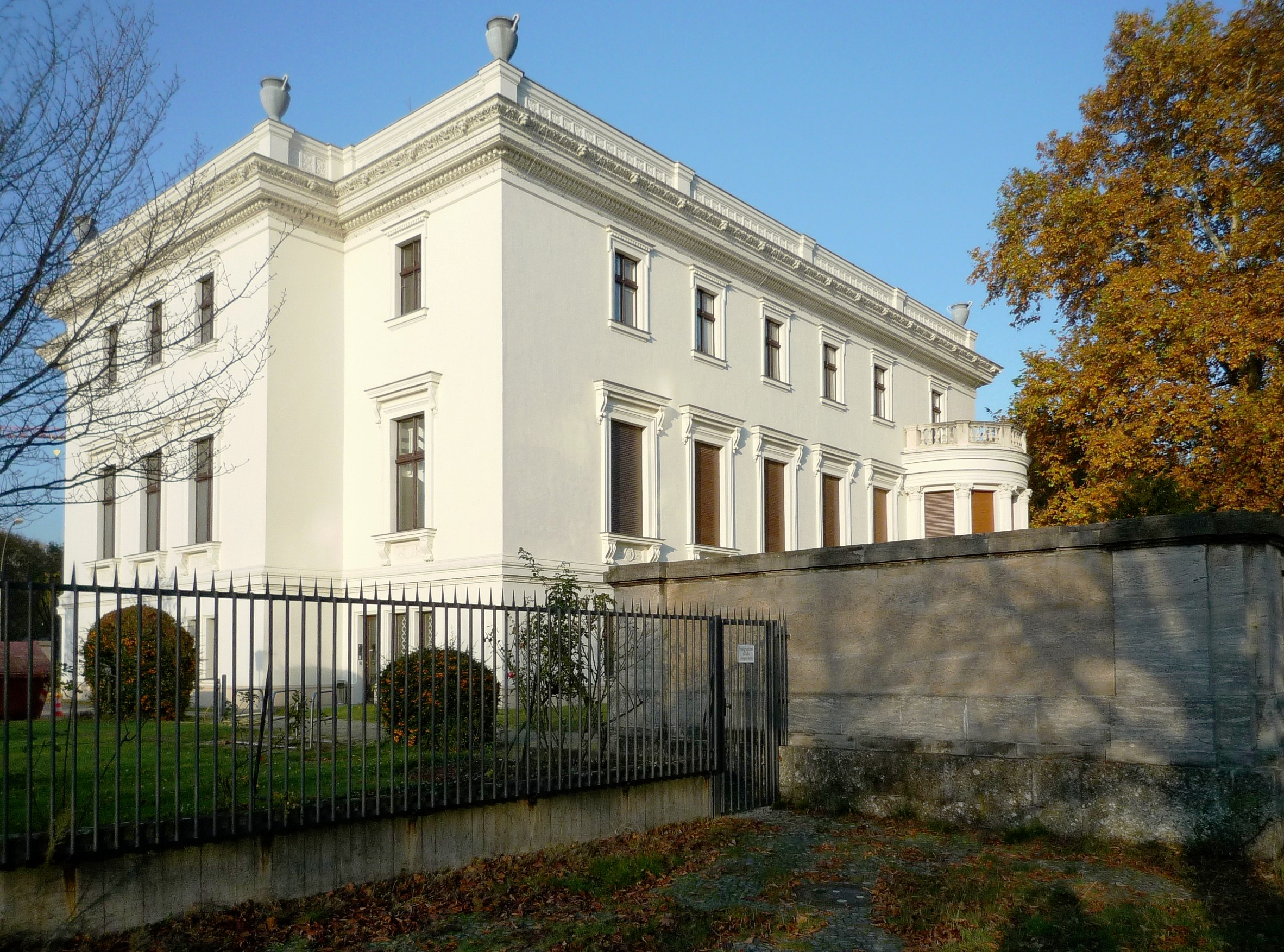
Ansicht der Villa von Südwesten

Die Villa von der Heydt ist ein repräsentatives Gebäude aus der zweiten Hälfte des 19. Jahrhunderts im Berliner Ortsteil Tiergarten des Bezirks Mitte. Sie ist sowohl eine der ältesten als auch die einzig erhaltene freistehende Villa der einst ausgedehnten Villenbebauung des Tiergartenviertels aus dem 19. Jahrhundert. Seit 1966 steht sie unter Denkmalschutz, seit 1980 wird sie von der Stiftung Preußischer Kulturbesitz genutzt.

## Lage
Die Villa steht in der Calandrelli-Anlage nördlich vom Landwehrkanal und am westlichen Ende der Straße Reichpietschufer in der Von-der-Heydt-Straße 16–18 (früher: 14/15). Direkt östlich neben der Grundstücksgrenze des Gebäudes befindet sich seit dem Ende des 19. Jahrhunderts eine Orientalische Platane, die als Naturdenkmal 1-16/B der Stadt Berlin ausgezeichnet ist. Westlich des Grundstücks befindet sich das Bauhaus-Archiv.

## Gebäude
August Freiherr von der Heydt (1801–1874) war Bankier und Minister im letzten Kabinett des preußischen Ministerpräsidenten Otto von Bismarck vor der Reichsgründung im Jahr 1871. Die Villa in attraktiver Lage am Landwehrkanal ließ er sich zwischen 1860 und 1862 als privaten Wohnsitz errichten, am 7. November 1863 wurde sie eingeweiht. Architekt des Hauses war Hermann Ende, dessen Büro (Ende und Böckmann) zahlreiche Villen im Diplomatenviertel Berlin-Tiergarten und in Potsdam-Neubabelsberg entwarf und baute. Kennzeichnend für die Villa von der Heydt sind ihre symmetrische Gestaltung und die klassizistischen Schmuckmotive mit Anklängen an Renaissance-Formen, die beispielhaft sind für den um 1860 aufkommenden Villenstil. Über einem hohen Sockelgeschoss liegt ein deutlich niedrigeres Obergeschoss. Der Eingang an der Straßenfront (Nordfassade) ist als Vorbau mit Giebel gestaltet. Die Südfassade, dem Landwehrkanal zugewandt, wird durch einen halbrunden Erker akzentuiert; ihr vorgelagert ist eine großzügige Terrassenanlage. Kennzeichen der Ostfassade ist ein Portal mit Giebel und ionischen Säulen, mit offenem Vorraum und einer Freitreppe zum Garten. Die Gestaltung der Freiflächen übernahm der Garten- und Landschaftsarchitekt Peter Joseph Lenné. Im Garten der Villa stehen die etwas verwitterten Marmor-Büsten des Naturforschers Alexander von Humboldt und des Bildhauers Christian Daniel Rauch. Diese Skulpturen von Karl Begas gehörten ursprünglich als Nebenfiguren zur Denkmalgruppe Nr. 31 der ehemaligen Berliner Siegesallee. Dort ergänzten sie als Abbilder berühmter Zeitgenossen das Standbild des preußischen Königs Friedrich Wilhelm IV., das heute in der Zitadelle Spandau aufbewahrt wird.

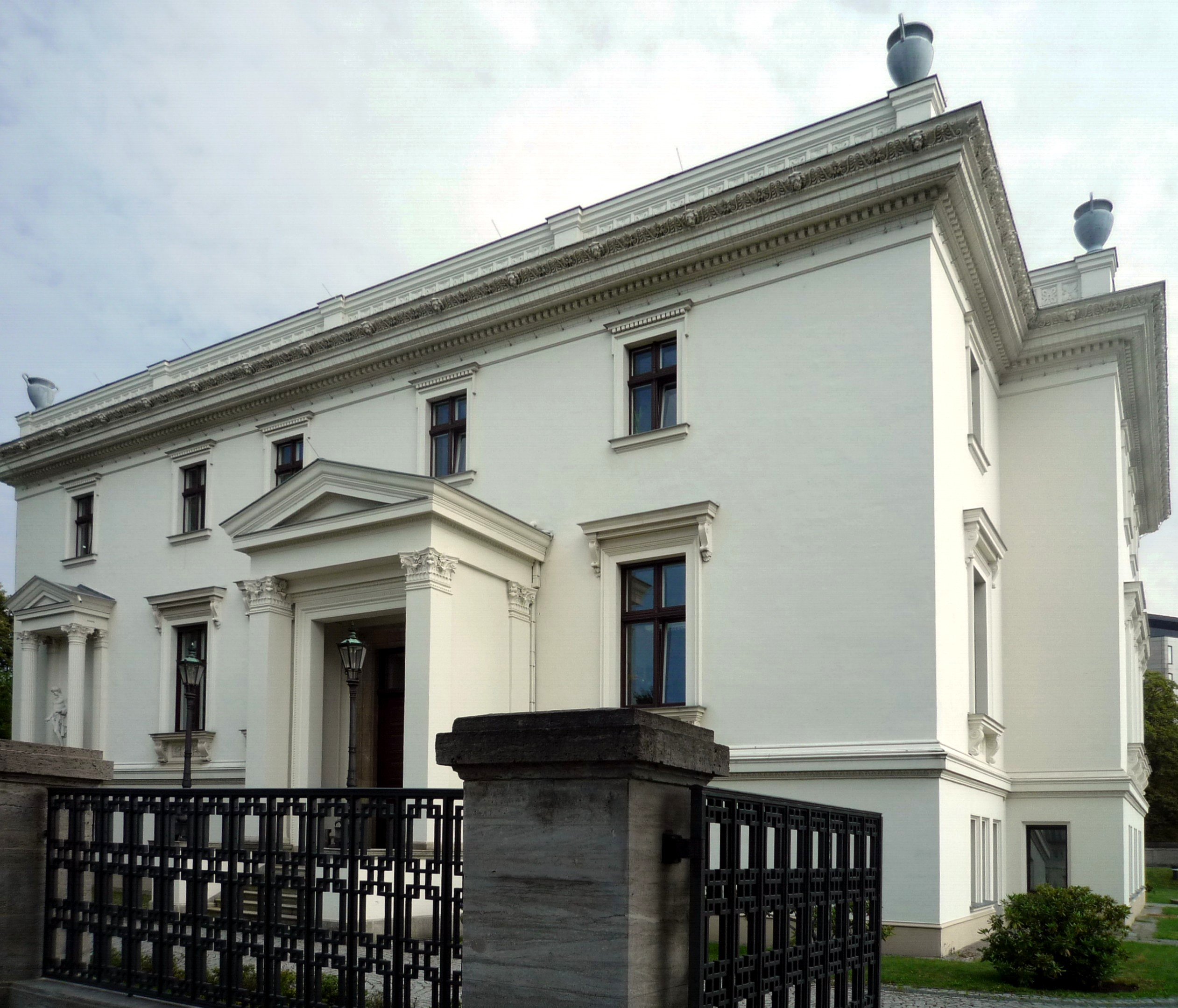
Ansicht der Nordfassade
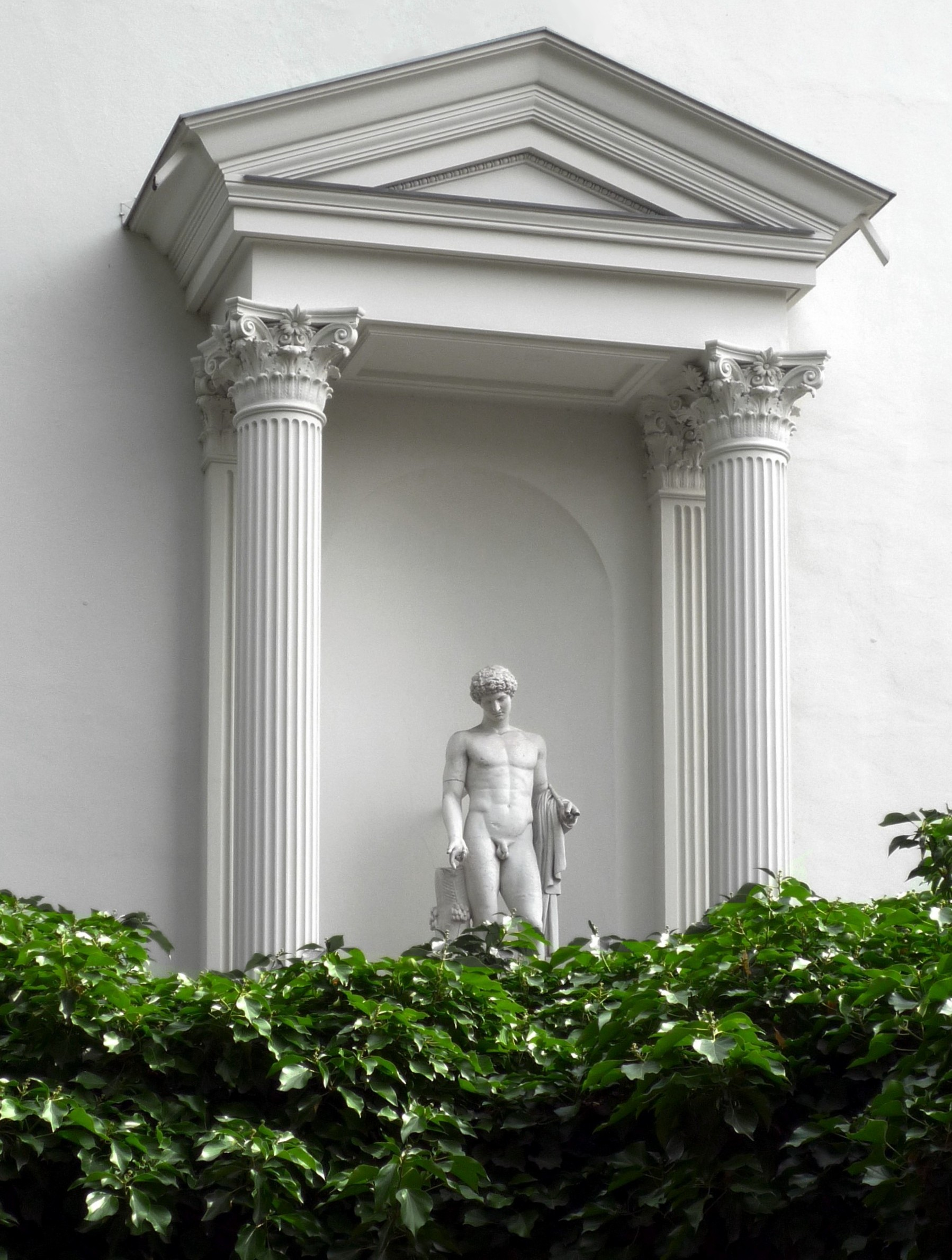
Detail der Nordfassade
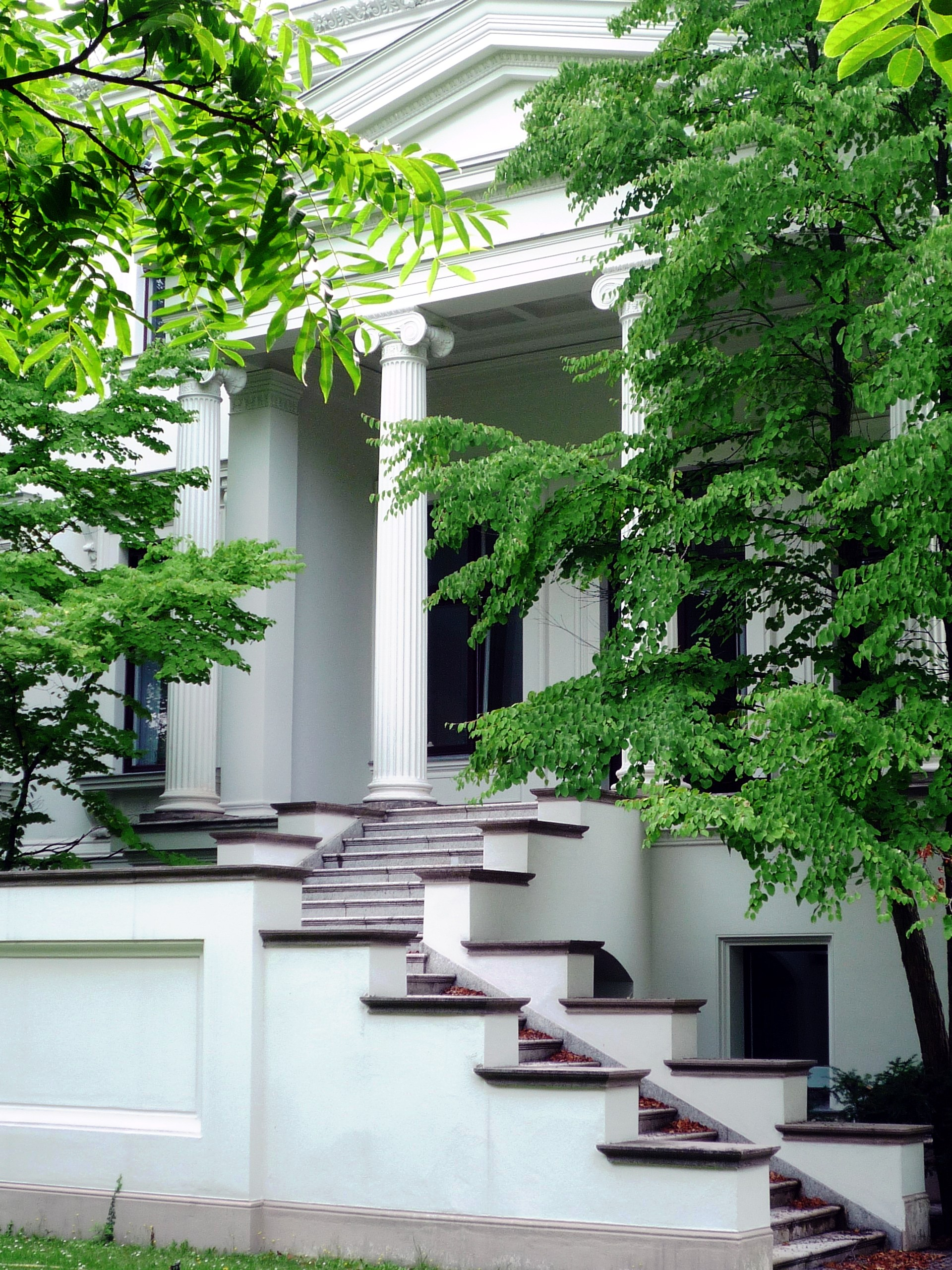
Teilansicht der Ostfassade
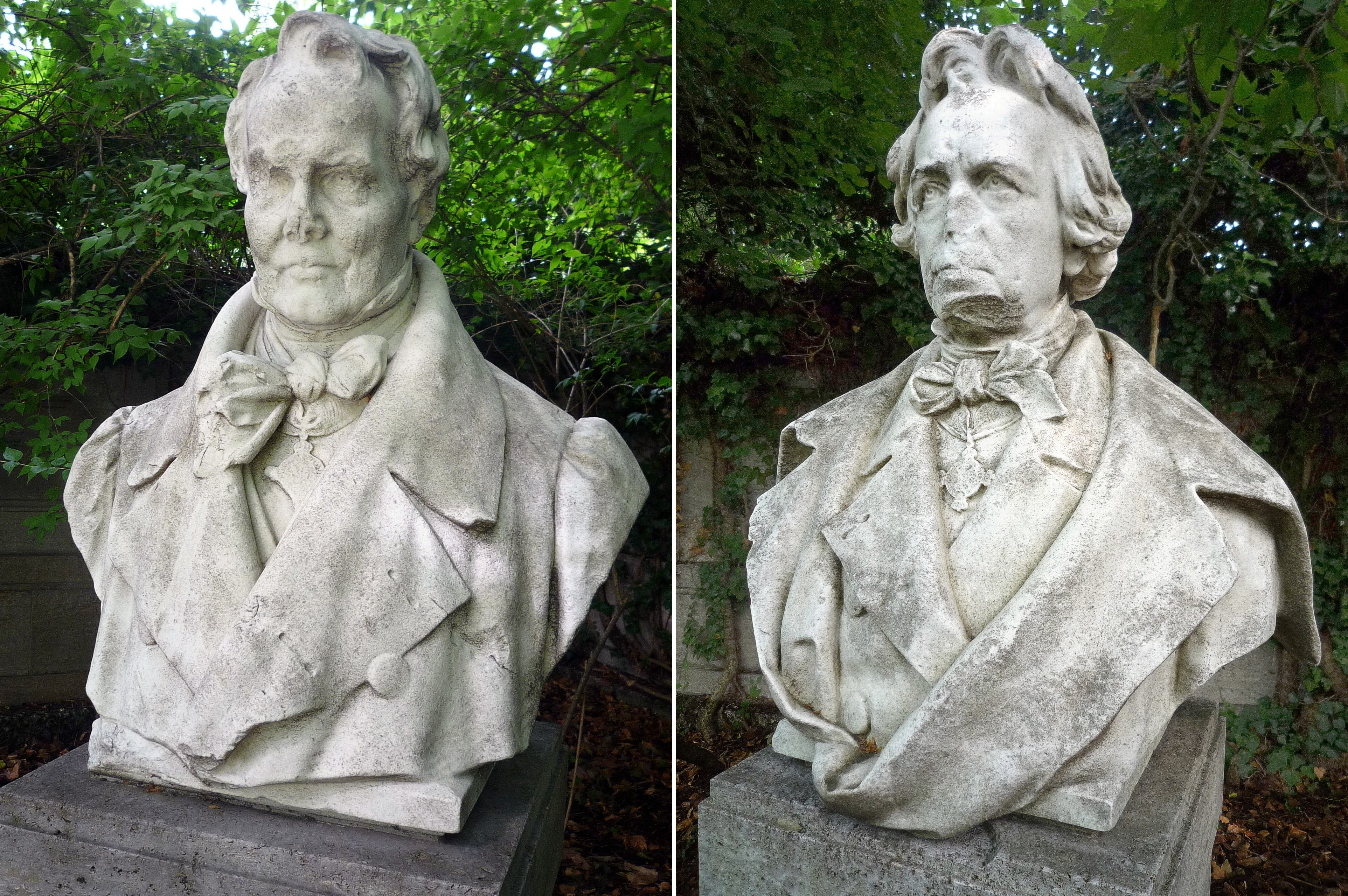
Büsten von Humboldt und Rauch im Garten der Villa
Villa von der Heydt auf einer Briefmarke der Deutschen Bundespost Berlin von 1982

## Die Nutzung

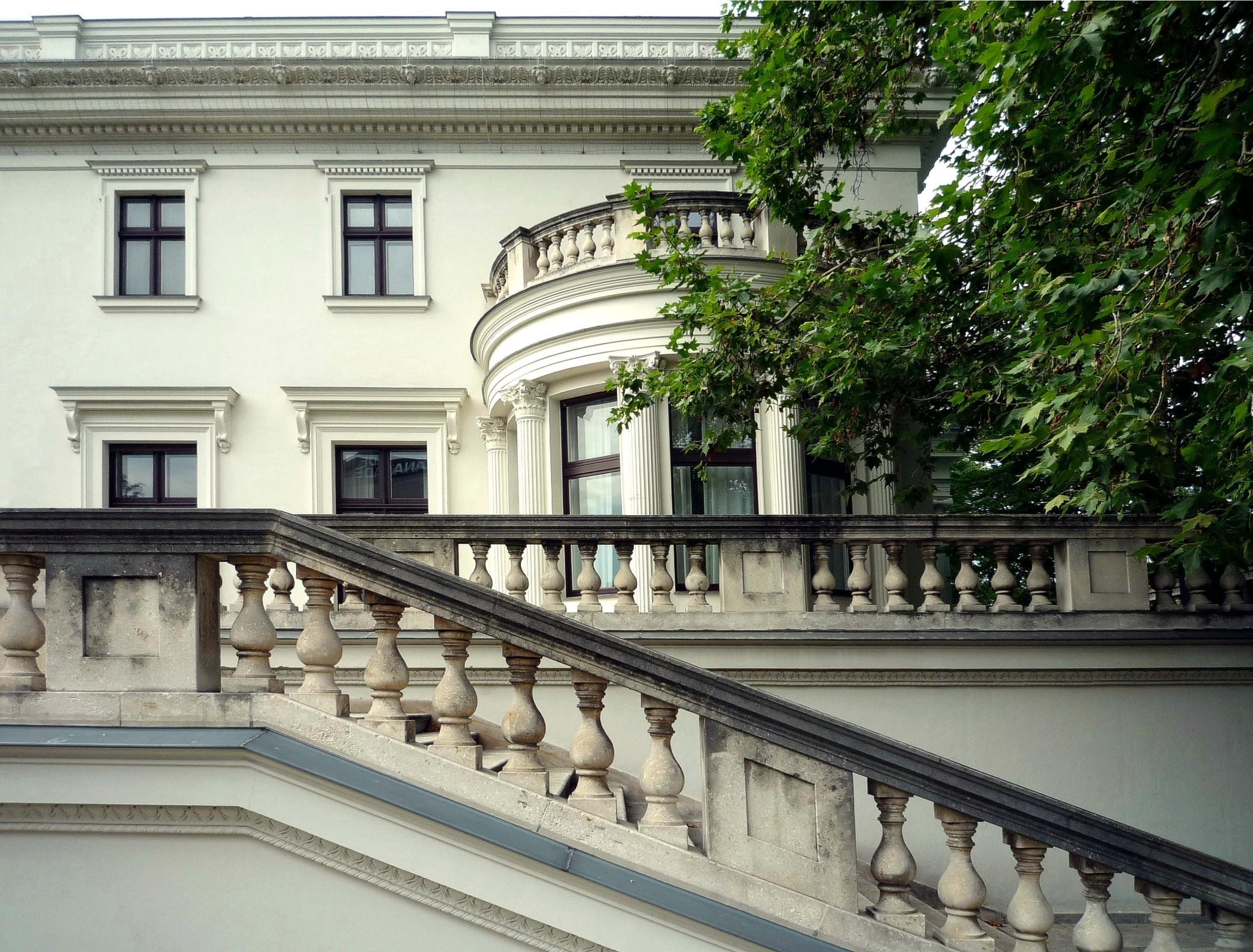
Teilansicht der Südfassade

Im Jahr 1869 trat August von der Heydt in den Ruhestand, er bewohnte das Haus bis zu seinem Tod 1874. Sein Sohn und Erbe, der Diplomat Eduard von der Heydt, vermietete die Villa 1878 an Liu Xihong, den ersten Gesandten des Kaiserreichs China im deutschen Kaiserreich. Nachdem die chinesische Gesandtschaft 1890 ausgezogen war, nutzte wieder die Familie von der Heydt den Besitz. Der Bankier und Kunstsammler Karl von der Heydt führte in seinem Haus einen der bekanntesten Berliner Salons. 1919 verkaufte er die Villa an den Allgemeinen Deutschen Sportverein e. V., hinter dessen seriöser Bezeichnung sich ein exklusiver illegaler Spielklub verbarg. Am 17. März 1937 wurde das Anwesen an die Bayerische Vereinsbank verkauft und am 10. März 1938 vom Deutschen Reich erworben. Bis gegen Ende des Zweiten Weltkriegs 1945 war es Dienstwohnsitz von Reichsminister Hans Heinrich Lammers, dem Chef der nationalsozialistischen Reichskanzlei. Im November 1944 wurde die Villa durch Bomben schwer beschädigt, nur das Kellergeschoss und die Außenmauern blieben weitgehend unversehrt.
Die Gebäudereste wurden provisorisch wieder nutzbar gemacht. Nach Kriegsende arbeitete im Keller vorübergehend eine Geheimbrennerei. Seit 1957 wurden die Kellerräume für die Produktion von Zuckerwaren und Nährmitteln, von 1959 bis 1967 für die Herstellung von Pralinen genutzt. Das Grundstück mit den Überresten des Hauses diente als Schauplatz für einen Spionagefilm. 1971 begann die damalige Bundesbaudirektion mit der Planung des Wiederaufbaus. Zwischen 1976 und 1980 wurde das Gebäude rekonstruiert, seither ist es Sitz des Präsidenten und der Hauptverwaltung der Stiftung Preußischer Kulturbesitz.